# Бузинівка
Бузині́вка — село Олександрівської селищної громади Краматорського району Донецької області, України. У селі мешкає 32 людей.

## Населення

### Мова
Розподіл населення за рідною мовою за даними перепису 2001 року:
| Мова       | Відсоток |
| ---------- | -------- |
| українська | 96,9 %   |
| російська  | 3,1 %    |